# 체 (수론)

에라토스테네스의 체

해석적 수론에서, 체(sieve)는 특정한 조건을 만족시키는 정수의 집합이다.
잘 알려진 예로는 소수를 정수의 집합에서 추출하는 에라토스테네스의 체가 있다.
실제로, 이러한 체에 의해 생성 된 수가 소수의 속성을 공유하고 있는 것을 확인할 수 있다.

## 체의 목적
체는 정수론의 일반적인 기법 중 하나로, 체로 쳐진 정수 집합의 크기를 세고, 더 실용적으로 추정하기 위해 고안되었다. 체로 쳐진 집합의 예로는 어떠한 상한 X 이하의 모든 소수의 집합 등이 있다. 이에 상응하는 체의 예로는 에라토스테네스의 체, 또는 보다 일반적인 르장드르 체이다. 이 방법을 사용한 소수에 대한 직접적인 공략은 오차항의 축적으로 곧 명백하게 난관에 도달하게 된다. 20세기 정수론의 주요 가닥에서, 체가 무엇인지에 대한 소박한 발상을 통해 정면 공격을 시도하는데에 발생하는 어려움을 피하는 방법이 발견되기도 하였다.
하나의 성공적인 접근법은 원래의 집합보다 일반적으로 다소 크고 분석하기 쉬운, 더 간단한 집합 (예를 들어, 거의 소수의 집합)에 의해 체로 쳐진 수들의 집합 (예를 들어, 소수의 집합)을 근사하는 것이다. 보다 정교한 체는 집합 그 자체에 직접적으로 적용되지 않지만, 대신에 집합에서 신중히 선택한 무게 함수에 따라 집합을 센다. (이 집합의 일부 원소에 다른 원소보다 더 많은 "가중치"를 부여하는 옵션). 또한, 일부 최신 응용에서는 체를 사용하여 체로 쳐진 세트의 크기를 추정하지 않고, 대신 함수값이 집합 안에서 크고 외부에서는 작은 함수를 생성하며 이는 집합의 특성 함수보다 더 분석하기 쉽다.

## 체의 종류들
현대 체는 브룬 체, 셀베르그 체, 투란 체, 커다란 체 및 더 큰 체를 포함한다. 체 이론의 원래 목적 중 하나는 쌍둥이 소수 추측과 같은 정수론의 주요 추측을 증명하려고 시도하는 것이었다. sieve 이론의 최초의 방대한 목표는 여전히 대부분 미완성이지만, 특히 다른 이론적인 도구와 결합하여 부분적인 성공이 있었다.  다음은 그 예시이다:
1. 브룬의 정리 (Brun's theorem): 쌍둥이 소수의 역수의 합은 수렴한다. (반면에 소수의 역수의 합은 발산한다.)
2. 천의 정리 (Chen's theorem): p + 2가 소수 또는 반소수 (두 소수의 곱)인 소수 p가 무한히 존재한다는 것을 증명하였다. 천징룬의 밀접한 관련 정리는 충분히 큰 짝수는 한 소수와 소수 또는 반소수의 합이라는걸 알려준다. 이들은 각각 쌍둥이 소수 추측과 골드바흐 추측에 거의 가깝게 빗나간 것으로 생각할 수 있다.
3. 체 이론의 기본 정리 (The fundamental lemma of sieve theory):
4. Friedlander-Iwaniec 정리: {\displaystyle a^{2}+b^{4}}꼴의 소수는 무한히 많이 존재한다.
5. 장의 정리 (Zhang's theorem): 2014년 장이탕은 두 소수의 간격이 N보다 작은 소수쌍이 무한히 있음을 증명하였다. Maynard-Tao 정리(Maynard 2015)는 장의 정리를 임의로 긴 소수 수열로 일반화하였다.

## 체 이론의 기술들
체 이론의 접근법은 매우 강력 할 수 있지만 parity problem으로 알려진 장애물에 의해 한계가 있는 것으로 보인다. 대략적으로, parity problem은 체 이론이 소인수를 홀수 개 갖는 수와 짝수 개 갖는 수를 구별하는 것이 매우 어렵다고 주장한다. parity problem은 아직 잘 이해되지 않았다.
수론의 다른 방법과 비교하여, 체 이론은 대수적 수론이나 해석적 수론에서 정교한 개념을 반드시 필요로 하진 않는다는 점에서 비교적 초등적이다. 그럼에도 불구하고, 더 진보된 체는 특히 수론에서 다른 심층 기법과 결합 될 때 매우 복잡하고 섬세해질 수 있다.
이 글에서 서술하는 체 (sieve) 이론은 2차체 (quadratic sieve) 및 일반적인 수체의 체 (general number field sieve)와 같은 정수 분해 체 방법과 밀접한 관련이 없다. 이러한 인수 분해 방법은 에라토스테네스의 체의 아이디어를 사용하여 숫자 목록의 구성원이 작은 소수에 완전히 통합 될 수 있는지를 효율적으로 결정한다.

## 같이 보기
- 제곱 인수가 없는 정수
- 오일러 피 함수
- 조르당 피 함수

## 참고
- 매스월드